# Виолончельный метал
Виолончельный метал (англ. Cello metal) (как вариант: «метал на виолончелях») и виолончельный рок (англ. Cello rock) (как вариант: «рок на виолончелях») — поджанры рок-музыки и метала, характеризующиеся использованием виолончелей (иногда наряду с другими смычковыми инструментами, такими как скрипка и альт) в качестве основных инструментов, иногда — вместо более традиционных рок-инструментов, таких как электрогитары, бас-гитары и даже ударных.

## Черты жанра
Виолончели, зачастую используемые в количестве 3-4 штук, позволяют создавать звук, ритм и музыкальные эффекты, схожие с используемыми в рок-музыке, но значительно отличающиеся благодаря особому тембру и привнесению элементов более традиционных жанров для виолончелей (в общем случае), а также использованию других струнных инструментов. Виолончели и другие струнные инструменты часто бывают доработаны с использованием электроусилителей или других электрических компонентов, и соответственно, используются для игры, имитирующей звук электрогитар. Часто их объединяют с прочими типичными элементами рок-музыки, как например, рок-вокал и ударные инструменты.
Наряду с группами, использующими виолончель как основной инструмент, есть такие, что используют электронную или акустическую виолончель как дополнение к основным инструментам или же используют виолончель только в нескольких композициях.

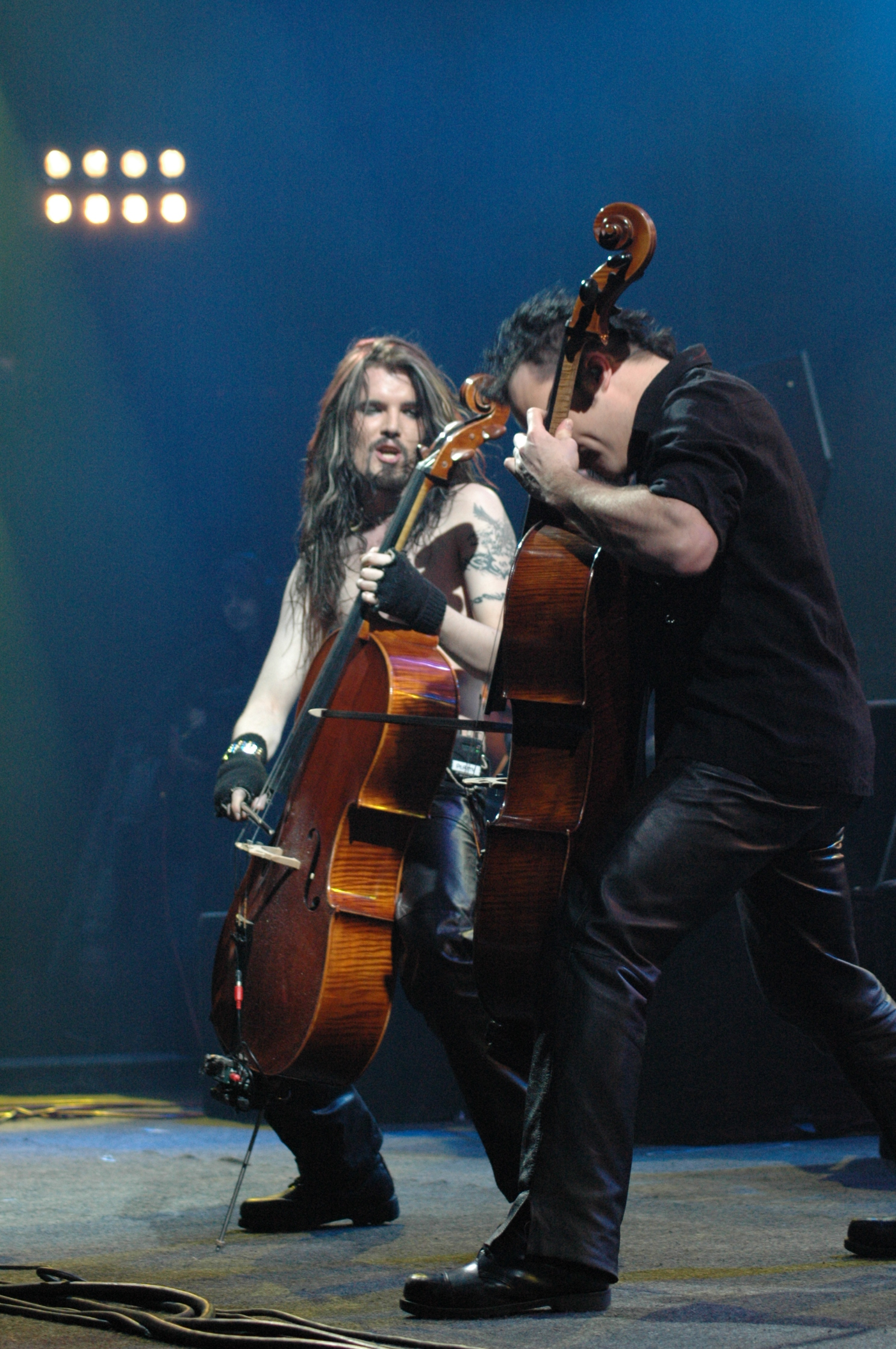
Apocalyptica

## Представители жанра
Пионерами жанра большинство музыкальных критиков считает группы Rasputina и Apocalyptica, начавшие его развитие в начале 1990-х годов. В 2010-х годах новым ярким представителем жанра стал дуэт 2CELLOS.

### Группы, играющие виолончельный метал / рок
- Rasputina ( США) с 1992
- Apocalyptica ( Финляндия) с 1993
- Coppelius ( Германия) с 1997
- Vitamin String Quartet ( США) с 1999
- Primitivity ( США) с 2000
- Judgement Day ( США) с 2002
- Break of Reality ( США) с 2003[10]
- The 440 Alliance ( США) с 2004
- Silenzium ( Россия) с 2004
- Symfomania ( Украина) с 2004
- Miracles of Modern Science ( США) с 2005
- Clawed Forehead ( Чехия) с 2006
- VesperCellos ( Россия) с 2007
- The Loneliest Monk ( США) с 2008
- Cello Fury ( США) с 2009
- 2CELLOS ( Хорватия) с 2011
- DaGamba ( Латвия) с 2011
- The Visit ( Канада) с 2013
- RockCellos ( Россия) с 2015
- LimoncelloBand ( Россия) c 2016

### Группы, постоянно использующие виолончель
- Alamaailman Vasarat ( Финляндия)
- Electric Light Orchestra ( Великобритания) с 1970
- Химера ( Россия) с 1990
- Murder by Death ( США) с 2000
- Flëur ( Украина) с 2000
- Oaksenham ( Армения) с 2001
- Tarja ( Финляндия) c 2007
- OneRepublic ( США) с 2007
- The Piano Guys ( США) с 2011